# Neuburger Kirche

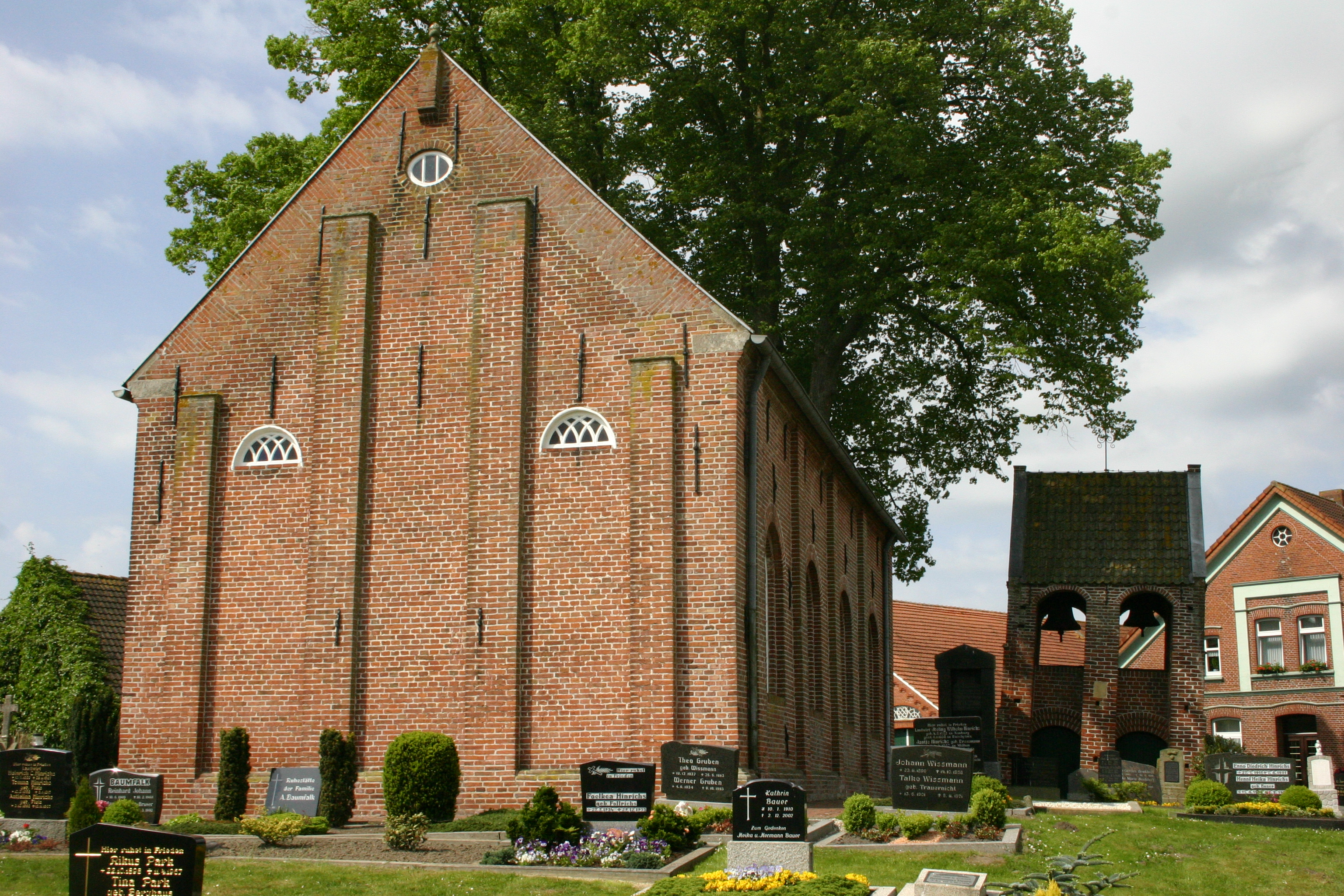
Neuburger Kirche

Die evangelisch-lutherische Neuburger Kirche wurde 1779 in Neuburg, einem Ortsteil der Gemeinde Detern im Südwesten Ostfriesland geweiht.

## Geschichte
Es ist bis dato unbekannt, wann in Amdorf eine erste Kirche errichtet wurde. Das heutige Gotteshaus ist mindestens das dritte an dem Ort, dessen Kirchengemeinde 1475 in einem Abgabeverzeichnis (Steuerliste) des Bischofs von Münster erwähnt wird. Im Jahre 1628 stürzte die Kirche in Amdorf nach einem Sturm zusammen. Anschließend wurde ein neues Gotteshaus errichtet und am 18. Juni 1634 geweiht. Dieses befand sich im 18. Jahrhundert in einem schlechten baulichen Zustand und galt als einsturzgefährdet. Im Jahre 1779 wurde es daher abgetragen und durch eine rechteckige Saalkirche mit Pilastergliederung und Rundbogenfenstern ersetzt.
Der Turm des Parallelmauertyps ist älter und wird auf das Jahr 1664 datiert.
Am 1. Januar 1975 haben sich die bis dahin selbstständigen Kirchengemeinden mit jeweils eigenen Gotteshäusern in Amdorf und Neuburg zur Kirchengemeinde Amdorf/Neuburg vereinigt. Diese ist mit rund 240 Gemeindemitgliedern die kleinste im Kirchenkreis.

## Ausstattung

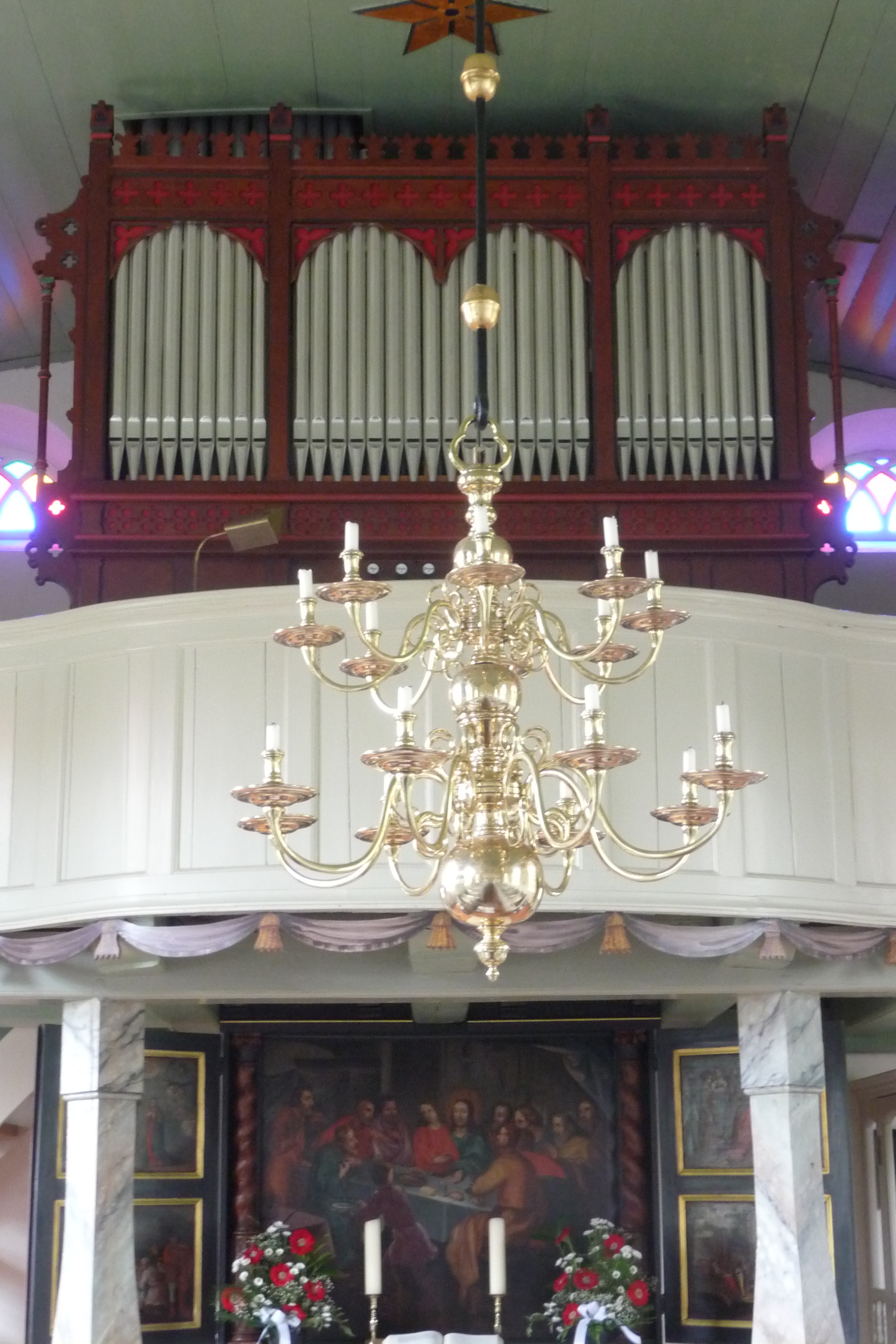
Altar und Orgelempore

Das Innere ist mit einer flachen hölzernen Tonnendecke nach oben abgeschlossen.
Bei der Neuerrichtung wurden Ausstattungsgegenstände aus dem Vorgängerbau übernommen. So finden sich in der Kirche eine Kanzel aus dem Jahre 1650 und ein Altarbild, das auf das Jahr 1674 datiert wird sowie Teile der ehemaligen Predella an der Ostwand.
Die Kanzel wurde von dem Tischler, Bildschnitzer und Maler Tönnies Mahler aus Leer geschaffen. Sie zeigt Reliefs der Evangelisten in mit Beschlagwerk geschmückten Rundbögen. Der Schalldeckel ist mit dem auferstandenen Jesus verziert. Auf dem Flügelaltar sind gemalte neutestamentliche Szenen zu sehen. Im Zentrum stehen dabei Ereignisse der Kindheit Jesu.
Das Kastengestühl mit den Traljengittern wurde um 1779 in der Kirche aufgestellt.
Im Jahre 1830 erhielt die Kirche eine erste Orgel. Diese wurde 1883 durch einen Neubau von Folkert Becker & Sohn ersetzt, der 1994 von Alfred Führer gründlich instand gesetzt wurde.